# Cataplexie
Cataplexie se numește o pierdere bruscă, mai mult sau mai puțin completă, a tonusului muscular, care antrenează, cel mai des, căderea la pământ a persoanei afectate, fără pierderea cunoștinței. Cataplexia survine, de regulă, cu ocazia unor emoții puternice, agreabile sau neplăcute, și durează, în general, de la câteva secunde până la câteva minute.
Pierderea parțială a tonusului muscular acționează doar asupra unor grupe de mușchi. De exemplu, dacă sunt afectați mușchii faciali, rezultatul este căderea mandibulei, a pleoapelor. Dacă sunt afectați mușchii responsabili de susținerea capului, bărbia cade pe piept. Când pierderea este totală, individul se prăbușește la pământ, deseori această afecțiune fiind confundată cu epilepsia.
Cataplexia poate cauza mai multe semne clinice, de la afectarea vorbirii la senzația de slăbiciune a tuturor grupelor musculare.
De regulă, cataplexia este asociată cu narcolepsia, care este o boală neurologică cronică foarte rară și puțin studiată, care afectează aproximativ 20-30 de oameni la 100 de mii. Această boală se caracterizează prin accese de somnolență irezistibilă ziua, asociată cu apariția cataplexiei, manifestată printr-o pierdere bruscă a tonusului muscular din cauza stresurilor emoționale, fie pozitive (râs, bucurie) sau negative (frică, furie).